# ماريا أستاشكينا
ماريا أستاشكينا (الروسية: Мария Асташкина، مواليد 5 أبريل 1999 في بينزا، روسيا) هي سباحة روسية فازت بأربع ميداليات ذهبية في سباقات (200 متر، 100 متر، 50 متر صدر، و4 × 100 متر متنوعة) في دورة الألعاب الأوروبية 2015.

## مسيرتها الرياضية
في عام 2014، نافست أستاشكينا في بطولة أوروبا للسباحة للناشئين 2014 وفازت بأربع ميداليات ذهبية في (200 متر و100 متر و50 متر سباحة صدر و4 × 100 متر متنوع)، في نفس العام, ونافست في فئة الكبار في بطولة أوروبا للألعاب المائية 2014 وفي بطولة العالم للسباحة الدولية للسباحة (25 م) 2014 في الدوحة، قطر حيث تأهلت للنهائيات في سباق 200 متر سباحة صدر، وحصلت على المركز السادس مع فريق روسيا في المركز الخامس في سباق 4 × 100 متر متنوع للسيدات.
في يونيو 2015، تم اختيار أستاشكينا البالغة من العمر 16 عامًا للتنافس في دورة الألعاب الأوروبية 2015 الافتتاحية في باكو، حيث فازت بأربع ميداليات ذهبية في (200 متر، 100 متر، 50 متر صدر)، في سباق 4 × 100 متر متنوعة (مع أرينا أوبينيشيفا وبولينا إيجوروفا وماريا كامينيفا حطمت رقمًا قياسيًا عالميًا جديدًا للناشئين في 4:03.22). كما حطمت أستاشكينا الرقم القياسي لسباق 200 متر صدر في منافسات الناشئين في الألعاب. في الفترة من 2 إلى 9 أغسطس، تنافست أستاشكينا ضمن فئة الكبار في بطولة العالم للألعاب المائية 2015 في قازان، إلا أنها لم تصل إلى الدور نصف النهائي بعد خسارتها في التصفيات التمهيدية.
في الفترة من 25 إلى 30 أغسطس، تنافست أستاشكينا بعد ذلك في بطولة العالم للسباحة للناشئين 2015 في سنغافورة، وفازت بالميدالية الفضية في سباق 200 متر صدر فردي للسيدات خلف التركية فيكتوريا زينب غونيش، واحتلت المركز الرابع في سباق 100 متر صدر، والسادس في سباق 50 متر صدر، وفازت بالميدالية الذهبية مع الفريق الروسي في سباق 4 × 100 متر متنوع للسيدات.
في أبريل 2016، شاركت أستاشكينا في البطولة الوطنية، وحصلت على الميدالية البرونزية في سباق 200 متر صدر، لكنها لم تحقق الوقت المطلوب للتأهل إلى الأولمبياد.